# Congregazione
Nell'ambito del cristianesimo, una congregazione o chiesa locale è una comunità di cristiani che si riunisce in un luogo particolare per finalità di culto. Molte sono formalmente organizzate, con costituzioni e statuti, e hanno uffici e sacerdoti appartenenti al clero oppure laici, variamente denominati. Oltre all'attività religiosa, di culto ed evangelizzazione, le congregazioni possono intraprendere attività collaterali di varia natura (assistenziale, sociale, culturale, educativa, economica, ecc.).
Le congregazioni spesso sono affiliate o integrate in confessioni (o "denominazioni") religiose, che in molte tradizioni sono anche chiamate "chiese". Queste organizzazioni più ampie, oltre a collegare le congregazioni locali, possono a volte ordinare i ministri del culto e sconsacrarli, definire le condizioni per l'appartenenza alla chiesa, esercitare la disciplina dei fedeli e del clero, e creare enti per lo svolgimento di attività sociali, educative, missionarie e di altra natura. Le chiese "non denominazionali" (come ad esempio la Chiesa di Cristo) non fanno parte di confessioni o denominazioni religiose ma possono considerarsi parte di un movimento ecclesiastico privo di espressione istituzionale.
La parola "chiesa" può essere usata anche per comunità religiose non cristiane, ma alcune considerano il termine arcaico o addirittura offensivo, e altre lo usano correntemente per riferirsi alla loro comunità o luogo di culto.

## Etimologia
In molte lingue la parola "congregazione" è, assieme a "chiesa", la traduzione corrente del greco ekklēsia (ἐκκλησία), letteralmente "riunione convocata", comunemente usata per indicare un gruppo di persone raccolte per qualche funzione, come l'assemblea dei cittadini di una città (così in Atti 19:32-41); nella Septuaginta la parola ekklēsia è usata per tradurre l'ebraico qahal (קהל). Ekklēsia è il termine neotestamentario per riferirsi alla chiesa cristiana, e qui può indicare o una particolare comunità religiosa locale, o l'intero corpo dei fedeli. La teologia moderna conosce perciò questa distinzione tra due accezioni fondamentali di ekklēsia, sostanzialmente basata sul Nuovo Testamento anche se lì non formulata espressamente: la chiesa come congregazione, assemblea locale di fedeli, e la chiesa come popolo di Dio, entità universale e forma di organizzazione extralocale. 

## Descrizione
Una chiesa locale può essere gestita in forma congregazionalista ed essere associata ad altre congregazioni simili in una denominazione o convenzione, come lo sono le chiese battiste della Southern Baptist Convention o le chiese territoriali (Landeskirche) tedesche o svizzere. Può essere unita ad altre congregazioni sotto la supervisione di un consiglio di pastori, come è il caso delle chiese presbiteriane. Può essere unita ad altre parrocchie sotto la supervisione dei vescovi, come avviene nella chiesa anglicana, luterana, ortodossa e ortodossa orientale, o costituire la suddivisione più bassa all'interno dell'ordinamento ecclesiastico sotto la guida del papa, vescovo di Roma, com'è nella Chiesa cattolica romana. Queste diverse modalità di associazione e integrazione delle congregazioni o chiese locali corrispondono ad altrettante forme di governo della chiesa.
Tra le chiese congregazionali, essendo ogni chiesa locale autonoma, non esistono catene formali di responsabilità verso livelli organizzativi superiori. I diaconi di ogni chiesa sono eletti dalla congregazione. In alcune congregazioni battiste, per esempio, i diaconi funzionano come un consiglio di amministrazione o comitato esecutivo autorizzato a prendere decisioni importanti, sebbene in genere le congregazioni conservino il diritto di voto su decisioni come l'acquisto o la vendita di proprietà, le grandi spese e l'assunzione o il licenziamento dei pastori e degli altri ministri retribuiti. In molte di queste chiese locali, il ruolo dei diaconi include responsabilità pastorali ed educative. In genere, le chiese congregazionali hanno stili di culto informali, servizi liturgici meno strutturati e possono tendere verso forme di musica e celebrazione moderne.
Le chiese locali unite ad altre sotto la supervisione di un vescovo sono normalmente chiamate parrocchie nelle chiese cattoliche, ortodosse orientali, anglicane e luterane. Ogni parrocchia di solito ha solo una chiesa parrocchiale attiva, che è fondamentale per la vita della comunità religiosa locale, soprattutto nelle zone rurali. Ad esempio nella Chiesa anglicana la maggior parte delle parrocchie ha chiese che risalgono al Medioevo; le chiese parrocchiali sono le più antiche d'Inghilterra, alcune sono addirittura di età anglosassone e rappresentano tutti i successivi periodi architettonici del paese. Tali chiese locali tendono a favorire stili di culto tradizionali e formali, liturgia e stili di musica classica, sebbene a volte siano praticate anche le tendenze moderne.
Le parrocchie locali della Chiesa cattolica romana, come le parrocchie episcopali, favoriscono stili di culto formali e una struttura dei servizi liturgici ancora più tradizionale. La suddivisione gerarchica del clero e dei ministri di culto è un tratto caratteristico. Così, la messa solenne è definita come messa cantata celebrata da un sacerdote con l'assistenza di un diacono e un suddiacono. Analogamente, i paramenti liturgici sono apprezzati per celebrare la solennità dell'eucaristia e sono in genere più elaborati che in altre confessioni.
Una chiesa locale può anche essere una missione, cioè una congregazione di cristiani impegnati nella diffusione della religione in un'area in cui non è presente. La missione può essere promossa o diretta da una congregazione più grande, da un vescovo o da una gerarchia ecclesiastica ulteriore. Spesso le chiese congregazionali preferiscono chiamare tali chiese missionarie locali "germi di chiesa" (church plants).
Una chiesa locale può anche lavorare in associazione con organizzazioni paraecclesiastiche, cioè con enti di ispirazione cristiana che si impegnano in attività sociali e di evangelizzazione fuori dalle confessioni o in modo ad esse trasversale, come ad esempio la Campus Crusade for Christ (Agape), la Gioventù missionaria, i Gedeoni, i Gruppi Biblici Universitari, e molte altre ancora. Normalmente le organizzazioni paraecclesiastiche svolgono missioni specifiche per conto della chiesa ma non coincidono né rimpiazzano la chiesa locale come comunità di culto.

## Altri tipi di congregazione
Dalla congregazione come chiesa locale sono da distinguere le seguenti istituzioni.

### Le parrocchie
Nell'ambito delle chiese rette dal sistema episcopale, come ad esempio la Chiesa cattolica, la Comunione anglicana, la Chiesa ortodossa, la Chiesa ortodossa orientale e alcune chiese luterane, la congregazione di base – cioè la più piccola circoscrizione territoriale ecclesiastica, costituita da un gruppo di fedeli affidati alle cure spirituali di un sacerdote – è spesso chiamata "parrocchia". Nella Chiesa cattolica in particolare, la parrocchia è la porzione della diocesi retta da un presbitero detto parroco.

### Le congregazioni religiose
Nella storia del Cristianesimo si sono succedute nei secoli diverse forme di vita religiosa. Almeno fino all'epoca della Rivoluzione francese questi istituti erano chiamati Ordini religiosi, mentre la parola "congregazione" era riservata per le suddivisioni interne dell'Ordine di San Benedetto. A partire dal XVIII secolo, le comunità religiose i cui membri non professavano i consigli evangelici con voti solenni, ma soltanto in forma semplice, vennero chiamate normalmente "congregazioni religiose".
Pertanto nella Chiesa cattolica la congregazione religiosa è un istituto religioso i cui membri emettono i voti in forma semplice, e che in ciò si distingue dall'ordine religioso, nel quale i voti sono emessi in forma solenne. Appartengono a congregazioni religiose, ad esempio, i Salesiani, i Rogazionisti, i Mariani, i Giuseppini del Murialdo, i missionari della Consolata, gli Stimmatini, le suore ancelle dell'Incarnazione, le figlie di Maria Ausiliatrice, le suore teatine dell'Immacolata Concezione, le missionarie della carità e le suore Ospedaliere del Sacro Cuore.

### Le congregazioni della Curia romana
Le Congregazioni della Curia romana erano, prima dell'entrata in vigore della costituzione apostolica Praedicate evangelium di papa Francesco, dicasteri che collaboravano col papa nel governo spirituale e materiale della Chiesa cattolica. Il numero e le attribuzioni di queste articolazioni interne della Curia romana sono cambiati più volte nel corso del tempo. Dopo la riforma della Curia romana attuata da papa Giovanni Paolo II con la promulgazione della costituzione apostolica Pastor Bonus, i dicasteri che assumevano la forma della congregazione erano i nove seguenti: 
- la Congregazione per la dottrina della fede;
- la Congregazione per le Chiese orientali;
- la Congregazione per il culto divino e la disciplina dei sacramenti;
- la Congregazione delle cause dei santi;
- la Congregazione per l'evangelizzazione dei popoli;
- la Congregazione per il clero;
- la Congregazione per gli istituti di vita consacrata e le società di vita apostolica;
- la Congregazione per l'educazione cattolica;
- la Congregazione per i vescovi.

Attualmente le congregazioni sopracitate hanno mutato nome in "dicasteri".